# 无翅兔儿风
无翅兔儿风（学名：Ainsliaea aptera）是菊科兔儿风属的植物。分布在印度、不丹、尼泊尔以及中国大陆的西藏等地，生长于海拔3,000米至3,600米的地区，一般生于灌丛、山坡林下以及草丛中，目前尚未由人工引种栽培。